# Фогтсдорф
Фогтсдорф (њем. Voigtsdorf) општина је у њемачкој савезној држави Мекленбург-Западна Померанија. Једно је од 53 општинска средишта округа Мекленбург-Штрелиц. Према процјени из 2010. у општини је живјело 117 становника. Посједује регионалну шифру (AGS) 13055071.

## Географски и демографски подаци
Фогтсдорф се налази у савезној држави Мекленбург-Западна Померанија у округу Мекленбург-Штрелиц. Општина се налази на надморској висини од 83 метра. Површина општине износи 7,6 km². У самом мјесту је, према процјени из 2010. године, живјело 117 становника. Просјечна густина становништва износи 15 становника/km².